# Cosswiller
Cosswiller [kɔsvilɛʁ]  est une commune française située dans la circonscription administrative du Bas-Rhin et, depuis le 1er janvier 2021, dans le territoire de la Collectivité européenne d'Alsace, en région Grand Est.
Cette commune se trouve dans la région historique et culturelle d'Alsace.
Son territoire, étendu, est majoritairement forestier.

## Géographie

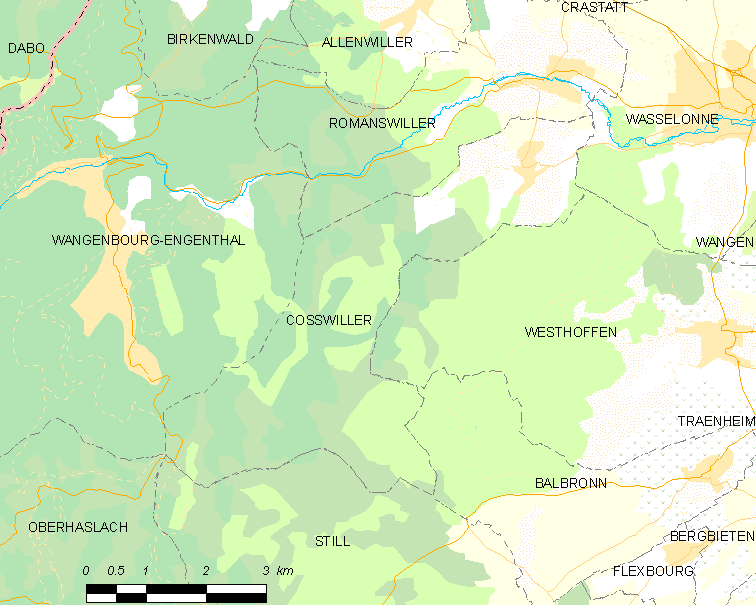

Cosswiller est une commune étendue de 1 575 hectares, dont 1 262 de forêts au pied des Vosges. Le village, de structure assez lâche, s’entoure de vergers. Le finage s’étend très loin en forêt vers le sud-ouest dans la haute vallée du Sathbach, jusqu’à près de 700 m d’altitude, englobant la forêt de l’Œdenwald (propriété de la Ville de Strasbourg). Le Sathbach conflue avec la Mossig juste au-delà de la pointe orientale du territoire.
Le village de Cosswiller se situe à environ 26 km de Strasbourg.
La plus grande ville limitrophe est Wasselonne, à 3,5 km.

### Communes limitrophes
| Allenwiller           | Romanswiller |            |
| Wangenbourg-Engenthal | Cosswiller   | Wasselonne |
|                       |              | Westhoffen |

### Hydrographie
La commune est dans le bassin versant du Rhin au sein du bassin Rhin-Meuse. Elle est drainée par le ruisseau du Bois du Baron, le ruisseau le Satbach, le ruisseau le Diebach et le ruisseau le Ziegenthalbach,.

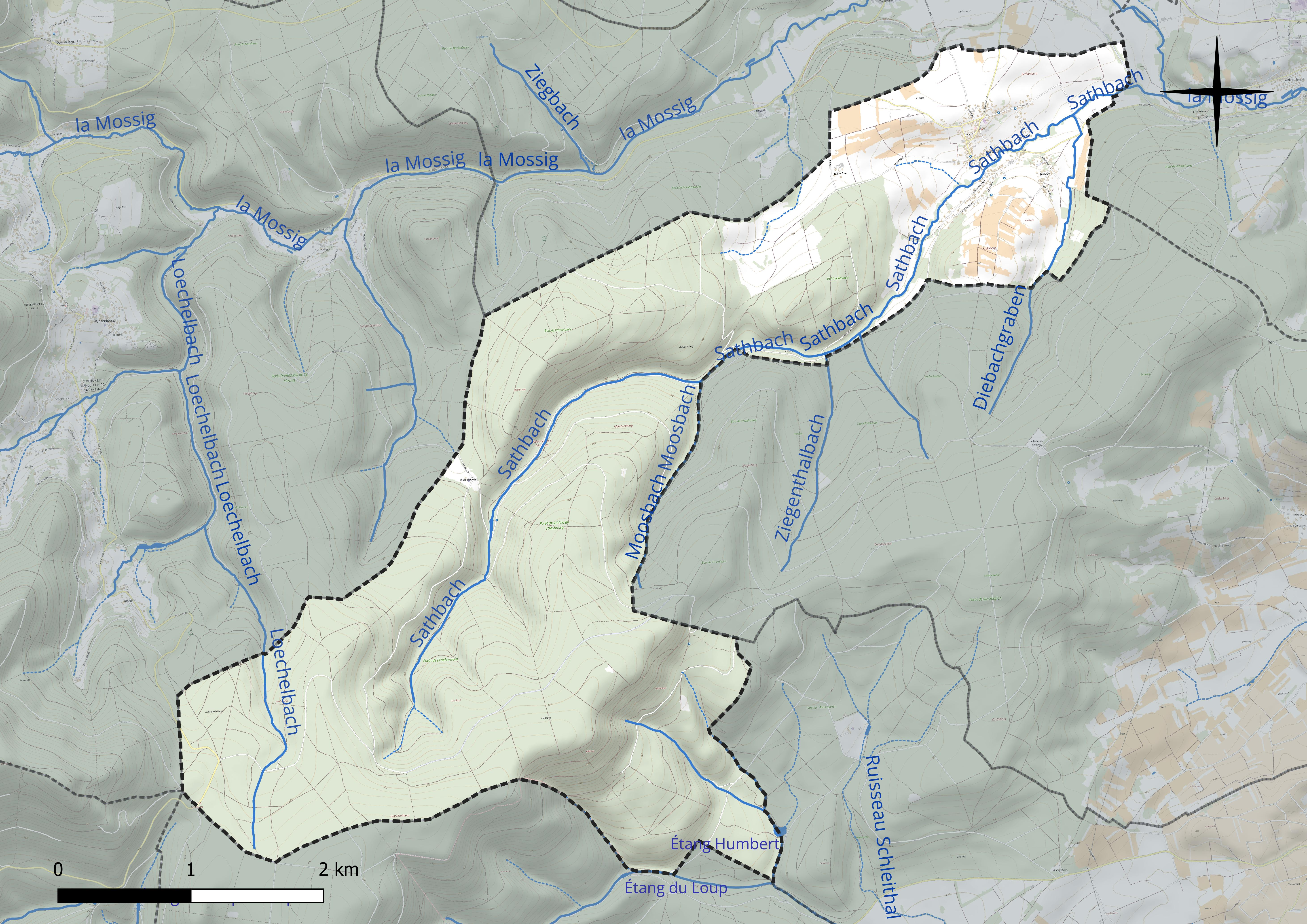
Réseau hydrographique de Cosswiller.

Un plan d'eau complète le réseau hydrographique : l'étang Humbert, d'une superficie totale de 0,6 ha (0,2 ha sur la commune),.

### Climat
Pour des articles plus généraux, voir Climat du Grand Est et Climat du Bas-Rhin.
En 2010, le climat de la commune est de type climat des marges montargnardes, selon une étude du Centre national de la recherche scientifique s'appuyant sur une série de données couvrant la période 1971-2000. En 2020, Météo-France publie une typologie des climats de la France métropolitaine dans laquelle la commune est exposée à un climat semi-continental et est dans la région climatique  Vosges, caractérisée par une pluviométrie très élevée (1 500 à 2 000 mm/an) en toutes saisons et un hiver rude (moins de 1 °C). 
Pour la période 1971-2000, la température annuelle moyenne est de 10,3 °C, avec une amplitude thermique annuelle de 17,4 °C. Le cumul annuel moyen de précipitations est de 856 mm, avec 10,7 jours de précipitations en janvier et 10,5 jours en juillet. Pour la période 1991-2020, la température moyenne annuelle observée sur la station météorologique de Météo-France la plus proche, « Wangenbourg_sapc », sur la commune de Wangenbourg-Engenthal à 7 km à vol d'oiseau, est de 9,9 °C et le cumul annuel moyen de précipitations est de 1 131,8 mm. 
La température maximale relevée sur cette station est de 36,4 °C, atteinte le 25 juillet 2019 ; la température minimale est de −16,9 °C, atteinte le 7 février 2012,,. 
Les paramètres climatiques de la commune ont été estimés pour le milieu du siècle (2041-2070) selon différents scénarios d'émission de gaz à effet de serre à partir des nouvelles projections climatiques de référence DRIAS-2020. Ils sont consultables sur un site dédié publié par Météo-France en novembre 2022.

## Urbanisme

### Typologie
Au 1er janvier 2024, Cosswiller est catégorisée bourg rural, selon la nouvelle grille communale de densité à sept niveaux définie par l'Insee en 2022.
Elle est située hors unité urbaine. Par ailleurs la commune fait partie de l'aire d'attraction de Strasbourg (partie française), dont elle est une commune de la couronne,. Cette aire, qui regroupe 268 communes, est catégorisée dans les aires de 700 000 habitants ou plus (hors Paris),.

### Occupation des sols
L'occupation des sols de la commune, telle qu'elle ressort de la base de données européenne d’occupation biophysique des sols Corine Land Cover (CLC), est marquée par l'importance des forêts et milieux semi-naturels (80,9 % en 2018), une proportion identique à celle de 1990 (80,9 %). La répartition détaillée en 2018 est la suivante : 
forêts (80,9 %), cultures permanentes (9,2 %), prairies (6,4 %), terres arables (1,9 %), zones urbanisées (1,6 %). L'évolution de l’occupation des sols de la commune et de ses infrastructures peut être observée sur les différentes représentations cartographiques du territoire : la carte de Cassini (XVIIIe siècle), la carte d'état-major (1820-1866) et les cartes ou photos aériennes de l'IGN pour la période actuelle (1950 à aujourd'hui).

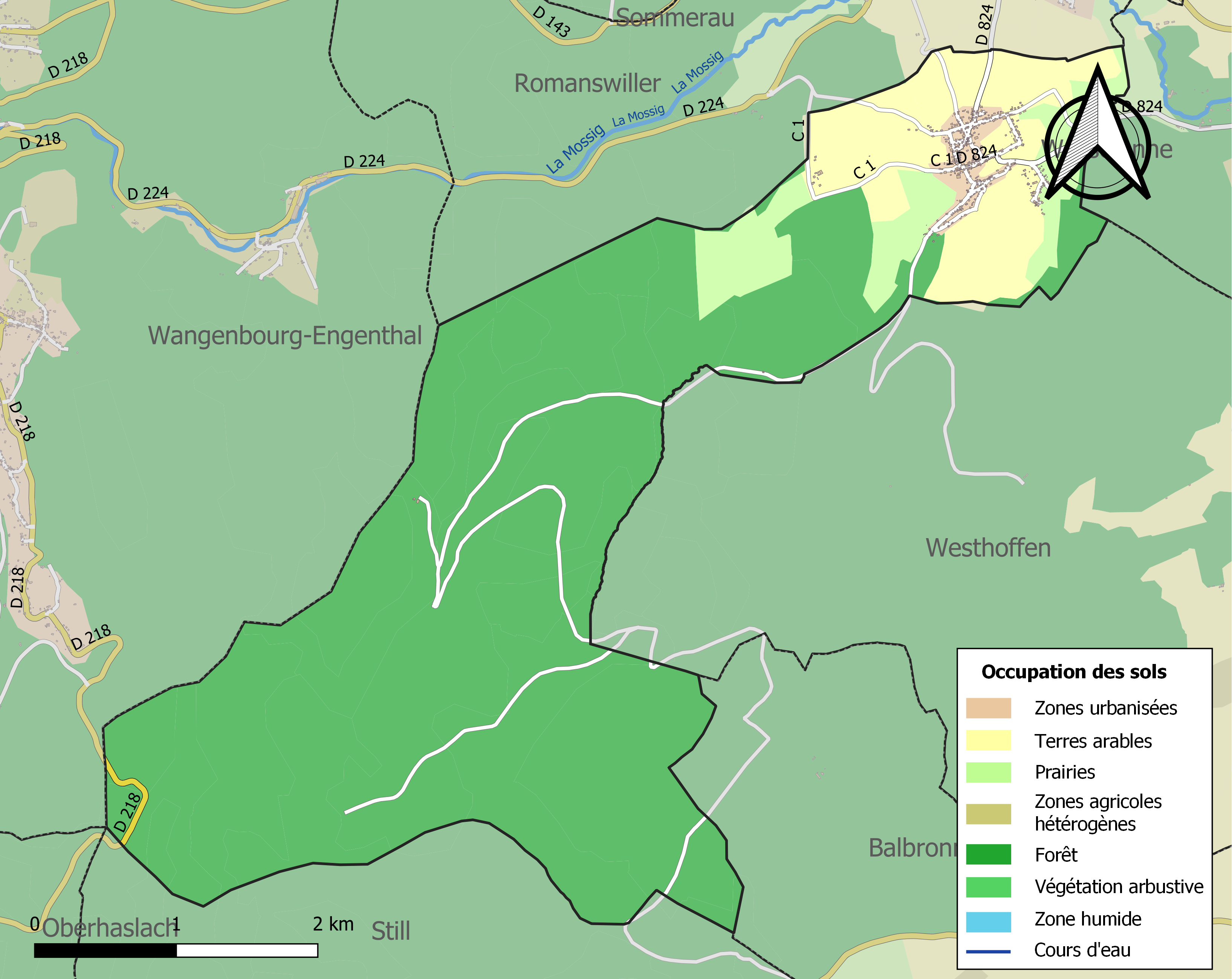
Carte des infrastructures et de l'occupation des sols de la commune en 2018 (CLC).

## Histoire

### Héraldique
| Blason de Cosswiller | Blason  | De sable au coq hardi d'argent, becqué et membré d'or, crêté et barbé de gueules, posé sur un tertre de trois coupeaux de sinople mouvant de la pointe. |
| Blason de Cosswiller | Détails | |

## Politique et administration
| Période                                  | Période            | Identité           | Étiquette | Qualité |
| ---------------------------------------- | ------------------ | ------------------ | --------- | ------- |
| 1971                                     | 1995               | Robert Scheer      | DVD       |         |
| Juin 1995                                | début juillet 2020 | Marcel Haegel      | SE        |         |
| début juillet 2020                       | En cours           | François Schneider |           |         |
| Les données manquantes sont à compléter. |                    |                    |           |         |

## Démographie
L'évolution du nombre d'habitants est connue à travers les recensements de la population effectués dans la commune depuis 1793. Pour les communes de moins de 10 000 habitants, une enquête de recensement portant sur toute la population est réalisée tous les cinq ans, les populations de référence des années intermédiaires étant quant à elles estimées par interpolation ou extrapolation. Pour la commune, le premier recensement exhaustif entrant dans le cadre du nouveau dispositif a été réalisé en 2008.

En 2022, la commune comptait 593 habitants, en évolution de +4,4 % par rapport à 2016 (Bas-Rhin : +3,17 %, France hors Mayotte : +2,11 %).
| 1793 | 1800 | 1806 | 1821 | 1831 | 1836 | 1841 | 1846 | 1851 |
| ---- | ---- | ---- | ---- | ---- | ---- | ---- | ---- | ---- |
| 312  | 330  | 323  | 413  | 476  | 500  | 468  | 517  | 511  |

| 1856 | 1861 | 1866 | 1871 | 1875 | 1880 | 1885 | 1890 | 1895 |
| ---- | ---- | ---- | ---- | ---- | ---- | ---- | ---- | ---- |
| 448  | 454  | 482  | 470  | 429  | 442  | 446  | 450  | 461  |

| 1900 | 1905 | 1910 | 1921 | 1926 | 1931 | 1936 | 1946 | 1954 |
| ---- | ---- | ---- | ---- | ---- | ---- | ---- | ---- | ---- |
| 419  | 439  | 376  | 385  | 380  | 356  | 330  | 331  | 331  |

| 1962 | 1968 | 1975 | 1982 | 1990 | 1999 | 2006 | 2008 | 2013 |
| ---- | ---- | ---- | ---- | ---- | ---- | ---- | ---- | ---- |
| 332  | 309  | 324  | 372  | 430  | 513  | 549  | 559  | 570  |

| 2018 | 2022 | - | - | - | - | - | - | - |
| ---- | ---- | - | - | - | - | - | - | - |
| 579  | 593  | - | - | - | - | - | - | - |

En 1846, pour 517 habitants, on a dénombré 45 catholiques, 111 luthériens, et 361 réformés.
En 1861, pour 454 habitants, on a dénombré 29 catholiques, 108 luthériens, et 317 réformés.

## Lieux et monuments
- Temple des Calvinistes. La construction du temple réformé de Cosswiller date de 1819. L'autorisation ne fut accordée qu'à la condition d'édifier un bâtiment ressemblant plus à une maison qu'à un édifice cultuel. Le clocher date de 1843. Les huisseries des fenêtres, ainsi qu'une partie des vantaux de porte, proviennent de la bibliothèque de Marmoutier et datent probablement de la deuxième moitié du 18e siècle. L'édifice actuel remplace une église pouvant dater du 12e ou 13e siècle dont seule la tour-porche existait encore à l'état de ruines en 1820, date à laquelle Engelhardt en fit un relevé. L'emplacement exact n'est pas connu. Le bâtiment est de plan rectangulaire, à deux niveaux de fenêtres en gouttereau. L'espace intérieur est plafonné. Le petit clocher à l'aplomb de la façade antérieure repose intérieurement sur des colonnes.
- L'Héliodome, maison en forme de cadran solaire construite en 2011, profite au maximum de la trajectoire du soleil pour économiser l'énergie. Elle a été bâtie par Éric Wasser[22].
- Cosswiller accueille sur son ban la forêt publique communale de Strasbourg Oedenwald.  Strasbourg possède en effet des forêts extra-muros, exploitées pour le bois d'œuvre et le bois de chauffage. Couvrant mille hectares à des altitudes de 270 à 670 m, cette forêt est située sur le versant est du Schneeberg. Elle fut acquise par Strasbourg au XVIe siècle. Elle est constituée de 60 % de résineux (sapin, épicéa, pin sylvestre, douglas et divers) et de 40 % de feuillus (chêne sessile, hêtre et quelques feuillus précieux)[23].